# الأرنب المحتال
الأرنب المحتال، شخصية خيالية رئيسية في قصص «العم ريموس» الشعبية المنتشرة في جنوب الولايات المتحدة الأمريكية خصوصًا بين الأمريكيين الأفارقة، ينجح الأرنب المحتال عبر ذكائه وليس قوته الجسدية في استفزاز أعدائه والتغلب عليهم، وتحويل القيم والعادات الاجتماعية بالشكل الذي يراه مناسبًا. سُجلت هذه الشخصية لأول مرة بواسطة جويل تشاندلر هاريس في القرن التاسع عشر، واستخدمتها شركة والت ديزني في فيلمها المتحرك «أغنية الجنوب» الذي أصدرته عام 1946.

## قصة طفل القطران
يقوم الثعلب في إحدى الروايات بصناعة دمية على هيئة طفل من القطران، ويلبسها بعض الثياب القطنية، عندما يأتي الأرنب المحتال ويرى هذه الدمية يخاطبها لكن بدون أي رد، فيشعر بالإهانة ويعتبر طفل القطران مفتقرًا للاحترام، ويبدأ في ركله ولكمه، وعندما يسقط الأرنب في النهاية يظهر الثعلب، ويتوسل إليه الأرنب الذي لا حول له ولا قوة، إلا أن الثعلب لا يظهر أي رحمة ويرميه عبر فتحة صغيرة في عالم جديد، في هذا العالم يستخدم الأرنب الحيلة والدهاء حتى يستطيع الهروب أخيرًا، نشرت هذه القصة لأول مرة في حكايات هاربر ويكلي لروبرت روزفلت، وبعد سنوات قام هاريس بتضمينها في قصص العم ريموس.

## الأصول الأفريقية
تُعبِّر قصص الأرنب المحتال عن الكثير من الشخصيات المخادعة التي ظهرت في إفريقيا، خصوصًا تلك التي تحتل مكانة بارزة في قصص غرب ووسط وجنوب أفريقيا. لاتزال هذه القصص جزءًا من الفلكلور التقليدي للعديد من الشعوب في تلك المناطق. في تقاليد شعب أكان في غرب إفريقيا عادةً ما يكون المحتال هو العنكبوت وليس الأرنب، على الرغم من أن المؤامرات في حكايات العنكبوت تتطابق في أغلب الأحيان مع حكايات الأرنب المحتال، وقد واجه هذا العنكبوت في إحدى القصص أرنبًا صغيرًا تتفق مواصفاته مع مواصفات الأرنب المحتال.
اقترح بعض العلماء والمؤرخين أنَّ شخصية الأرنب المحتال في تجسيدها الأمريكي تعبر عن الأفارقة المستعبدين الذين استخدموا الحيلة والذكاء للتغلب على الشدائد والمصاعب التي واجهتهم، والانتقام من خصومهم «الأسياد البيض».على الرغم من عدم نجاح شخصية الأرنب المحتال دائمًا، فإن كفاحه ونضاله المستمر جعلا منه بطلًا شعبيًا. ومع ذلك فإنَّ الأرنب المحتال هو شخصية متعددة الوجوه، فعلى الرغم من أنه يمكن أن يكون بطلًا، لكن طبيعته غير الأخلاقية وافتقاره إلى أي ضوابط أو قواعد يمكن أن يجعل منه شريرًا أيضًا.
يمثل الأرنب المحتال بالنسبة لكلٍّ من الأفارقة والأميركيين الأفارقة شكلًا متطرفًا من السلوك الذي يضطر الناس إلى تبنيه في ظل بعض الظروف القاسية بهدف البقاء. ولا يجب أن يحظى هذا المحتال بالإعجاب دائمًا، لأنه نموذج عما يجب أن نفعله، وما لا يجب ألا نفعله. يمكن تلخيص سلوك الأرنب المحتال في المثل الإفريقي الشائع: «إنها مشكلة تجعل القرد يأكل الفلفل الحار». بمعنى آخر يجب على الناس في بعض الأحيان القيام بأعمال متطرفة في ظل الظروف القاسية.
وثق الفلكلوريون في أواخر القرن التاسع عشر أول دليل على أن النسخ الأمريكية من هذه القصص ظهرت لأول مرة بين الأفارقة المستعبدين في جنوب أمريكا، وضمَّنها رويس روزفلت في قصصه، رويس روزفلت هو عم الرئيس الأمريكي ثيودور روزفلت، وقد كتب ثيودور روزفلت في سيرته الذاتية عن القصص التي تعلمها في صغره وأخذها عن عمه هذا.
حظيت هذه القصص بشعبية كبيرة لدى عامة الناس في أواخر القرن التاسع عشر، خصوصًا بعد أن وثقها جويل تشاندلر هاريس (1845-1908)،الذي كتب ونشر العديد من القصص الشعبية التي تناقلتها الأجيال بشكل شفهي، سمع هاريس هذه الحكايات في جورجيا، وفي نفس الوقت سُجلت قصص مشابهة للغاية على يد عالم الفلكلور أليس فورتييه في جنوب لويزيانا.

## قصص مشابهة لدى قبائل الشيروكي
في دراسة مفصلة أجرتها فلورنس باير حول مصادر قصص «العم ريموس» لجويل تشاندلر هاريس حددت 140 قصة ذات أصول أفريقية، و27 قصة ذات أصول أوروبية، و5 قصص ذات أصول أمريكية أصلية.
وعلى الرغم من قيام جويل تشاندلر هاريس بجمع مواد سلسلته الشهيرة من الكتب التي تظهر شخصية الأرنب المحتال في سبعينيات القرن التاسع عشر، لكن هذه الشخصية كانت قد ظهرت في وقت سابق بين هنود الشيروكي، إذ طبعت قصة طفل القطران آنفة الذكر في عام 1845 أي في نفس العام الذي ولد فيه جويل تشاندلر هاريس.
إن الاعتقاد أن قصة الأرنب تعود فقط لثقافة واحدة لا يمكن أن يكون صحيحًا إلا عندما تعيش مجموعة من الناس في عزلة تامة عن المجتمعات الأخرى، وعلى الرغم من أن هنود الشيروكي عاشوا بمعزل عن الأوروبيين في العصور القديمة، لكنه كان هناك قدر كبير من التفاعل بين قبائل أمريكا الشمالية والأوروبيين خلال القرنين الثامن عشر والتاسع عشر، ويبدو أنَّه من المستحيل التأكد فيما إذا كانت قصة شيروكي قد سبقت القصة الأمريكية الأفريقية.